# Colfax (Wisconsin)
Colfax è un comune degli Stati Uniti, situato in Wisconsin, nella Contea di Dunn.